# D43a (hunebed)
Hunebed D43a is een verdwenen hunebed, het lag ten zuiden van D43 in Emmen.  
L. Willinge beschreef het hunebed in 1819 en L.J.F. Janssen tekende het hunebed in 1847. Het hunebed werd later gesloopt, misschien zijn de stenen gebruikt bij de restauratie van D43 in 1869. 
In 1968 werd de standplaats herontdekt door J.E. Musch. In 1984 werd de standplaats van dit hunebed onderzocht door J.N. Lanting, er werden ruim 5500 scherven geborgen en daaruit werden 114 potten gereconstrueerd. Van deze potten konden 89 worden toegeschreven aan de Trechterbekercultuur.
Ook zijn er potten uit de vroege ijzertijd gevonden.